# Залужное (Житомирская область)
Залужное (укр. Залужне) — село на Украине, основано в 1946 году, находится в Романовском районе Житомирской области.
Население по переписи 2001 года составляет 101 человек. Почтовый индекс — 13000. Телефонный код — 4146. Занимает площадь 5,38 км².

## История
В 1946 году указом ПВС УССР село Людвиковка переименовано в Залужное.

## Адрес местного совета
13002, Житомирская область, Романовский р-н, с. Червоные Хатки, ул. Весняна